# نيلس ليدهولم
نيلس ليدهولم (بالسويدية: Nils Liedholm)‏ (8 أكتوبر 1922 - 5 نوفمبر 2007)، لاعب كرة قدم سويدي سابق. بدأ مسيرته الكروية مع نادي سليبنر في عام 1942، وفي عام 1946 انضم إلى نادي نوركوبنغ، حيث فاز معهم بلقبين للدوري السويدي، وفي عام 1949 انتقل إلى نادي إيه سي ميلان الإيطالي، وفي أول مواسمه مع ميلان استطاع أن يسجل 18 هدف من 37 مباراة لعبها مع الفريق، واستطاع أن يفوز مع إيه سي ميلان بلقب الدوري الإيطالي أربع مرات، ويعتبر ليدهولم من اللاعبين الأوائل الذين يهتمون باللياقة البدنية، وكان يقوم بتمارين تشابه تمارين لاعبي ألعاب القوى. وقد انضم ليدهولم إلى منتخب السويد لكرة القدم، وساعدهم على الفوز بالميدالية الذهبية في أولمبياد 1948، وفي عام 1958 ساعد منتخب السويد لكرة القدم على الوصول إلى المباراة النهائية لبطولة كأس العالم، وقد ألتقى من نجم كرة القدم الشاب في ذلك الوقت بيليه، وقد سجل أحد هدفين منتخب السويد لكرة القدم في تلك المباراة، ليصبح أكبر لاعب يسجل هدف في المباراة النهائية لكأس العالم. وقد اتجه بعد أن اعتزل كرة القدم إلى التدريب، وقد قاد إيه سي ميلان إلى الدوري العاشر لهم في عام 1979، وفي عام 1983 قاد نادي روما إلى الفوز بالدوري للمرة الثانية في تاريخهم، وقد طبق خلال ذلك الموسم أسلوب جديد على الكرة الإيطالية ألا وهو المراقبة، وقد فاز مع نادي روما بلقب الكأس ثلاث مرات في أعوام 1981 و1983 و1984، وقد وصل إلى نهائي دوري أبطال أوروبا في عام 1984، ولكنه خسر أمام نادي ليفربول بركلات الجزاء الترجيحية.

## روابط خارجية
- نيلس ليدهولم على موقع الاتحاد الدولي (مؤرشف)  (الإنجليزية)
- نيلس ليدهولم على موقع قاعدة بيانات كرة القدم.إي يو (الإنجليزية)
- نيلس ليدهولم على موقع ناشيونال فوتبول تيمز (الإنجليزية)
- نيلس ليدهولم على موقع عالم كرة القدم.نت (الإنجليزية)
- نيلس ليدهولم على موقع أوليمبيديا (الإنجليزية)
- نيلس ليدهولم على موقع اللجنة الأولمبية السويدية (السويدية)